# بیتووخوو
بیتووخوو (به چکی: Bítouchov) یک منطقهٔ مسکونی در جمهوری چک است که در ناحیه ملادا بولسلاو واقع شده‌است. بیتووخوو ۷٫۰۹ کیلومتر مربع مساحت و ۳۰۳ نفر جمعیت دارد.